# 6. návštěvní expedice (ISS)
6. návštěvní expedice (rusky Шестая экспедиция посещения, ЭП-6) na Mezinárodní vesmírnou stanici (ISS) byla krátkodobá výprava nizozemského astronauta ESA André Kuiperse na stanici. Po týdenním pobytu na ISS a splnění vědeckého programu se Kuipers vrátil na Zem.

## Posádka

### Hlavní
- André Kuipers (1), palubní inženýr 1, ESA

V závorkách je uveden dosavadní počet letů do vesmíru včetně této mise.

### Záložní
- Gerhard Thiele, palubní inženýr 1, ESA

## Průběh výpravy

### Přípravy
Mezinárodní vesmírná stanice (ISS) byla od začátku listopadu 2000 trvale osídlena lidmi. Základní posádky stanice byly do havárie Columbie střídány raketoplány, jako záchranné čluny jim sloužily lodě Sojuz. Po přerušení letů raketoplánů v důsledku havárie byla velikost základních posádek stanice snížena na dva kosmonauty, jejichž dopravu zajišťovaly Sojuzy. Třetí místo v Sojuzech obsazovali členové návštěvních posádek po týdnu se starým Sojuzem vracející na Zem.
V květnu 2001 se ESA dohodla s Roskosmosem na pravidelné účasti evropských astronautů v návštěvních expedicích. V prosinci 2002 byl k letu v Sojuzu TMA-3 plánovaném na říjen 2003 určen nizozemský astronaut ESA André Kuipers, jeho mise dostala název „DELTA“. Po havárii Columbie v únoru 2003 byly dosavadní posádky rozpuštěny. Nakonec byl Kuipers jmenován náhradníkem Pedra Duque pro let Sojuzu TMA-3. A současně byl v červnu 2003 zařazen do hlavní posádky následujícího Sojuzu TMA-4 společně se členy Expedice 9 Gennadijem Padalkou a Michaelem Finckem.

### Průběh letu
Trojice Padalka, Kuipers, Fincke odstartovala do vesmíru 19. dubna 2004 z kosmodromu Bajkonur v lodi Sojuz TMA-4. Po dvou dnech samostatného letu se 21. dubna spojili se stanicí.
Po spojení se kosmonauti uvítali se stálou posádkou ISS, vyložili náklad pro stanici a zahájili pokusy programu DELTA. Část vybavení nezbytného pro experimenty (54,2 z 119,4 kg přístrojů a materiálů) si přivezli kosmonauti sami, zbytek dopravila na stanici zásobovací loď Progress M1-11.
Celkem Kuipers věnoval experimentům programu DELTA 53 hodin a 35 minut, s pokusy pomohli i Gennadij Padalka (7 hodin a 50 minut) a Alexandr Kaleri (1 hodinu a 10 minut). Na Zem Duque přivezl 15,7 kg materiálů s výsledky experimentů.
Po týdenním pobytu na ISS se 29. dubna 2004 ve 20:52 UTC Kuipers s vracející se posádkou Expedice 8 v Sojuzu TMA-3 odpoutali od stanice a 30. listopadu v 0:11 UTC přistála v severním Kazachstánu, nedaleko Arkalyku.